# Arthur Seyß-Inquart
Arthur Seyss-Inquart (německy psáno: Seyß-Inquart;  výslovnost; 22. července 1892 Stonařov – 16. října 1946 Norimberk) byl právník, nacista, rakouský spolkový kancléř a později říšský místodržící obsazeného Rakouska a komisař Říšského komisariátu Nizozemsko. V roce 1946 byl v Norimberském procesu odsouzen k trestu smrti.

## Životopis

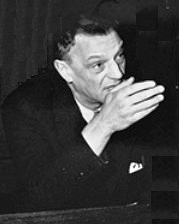
Arthur Seyss-Inquart

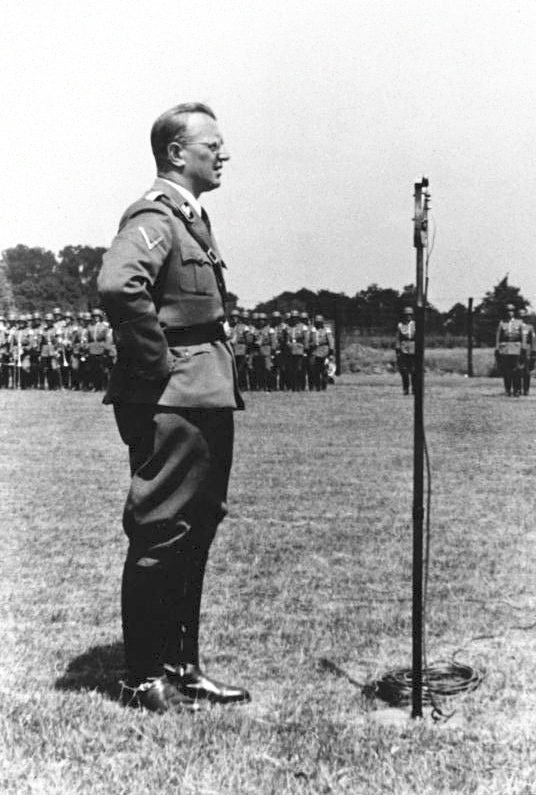
Seyss-Inquart v Haagu

Arthur Seyss-Inquart se narodil v roce 1892 ve Stonařově u Jihlavy v Markrabství moravském. Jeho rodiče, Emil Seyss (1841–1920) a Augustina Hyrenbachová, byli rakouskými přistěhovalci, kteří zde hledali práci. Emil byl učitelem latiny, řečtiny a němčiny; nejprve učil na gymnáziu ve Villachu v Korutanech, kde poznal i svou budoucí manželku Augustu. Odtud se rodina v roce 1882 přestěhovala do Jihlavy. Jeho kariéra vrcholila v roce 1889, kdy byl jmenován ředitelem německého státního gymnázia v Olomouci. Na tomto gymnáziu započal středoškolské studium i mladý Arthur. Již v mládí si osvojil velkoněmecké přesvědčení; například se odmítal učit česky, ač to otec od něho vyžadoval.
V roce 1907 se rodina přestěhovala do Vídně, kde Emil Seyss převzal s celou svojí rodinou příjmení svého nobilitovaného strýce Johanna Heinricha von Inquarta (1813–1896), čímž vzniklo příjmení Seyss-Inquart. Arthur Seyss-Inquart měl pět sourozenců: Hedwigu (* 1881), Richarda (* 1883), Irenu (* 1885), Henriettu (* 1887) a Roberta (* 1891). Na vídeňské universitě studoval práva. Po vypuknutí první světové války odešel na frontu. Sloužil na ruské, rumunské a také italské frontě. V roce 1917 byl zraněn. V roce 1911 se poznali s Gertrudou Maschkovou, kterou si vzal a měli spolu tři děti: Ingeborgu Carolinu Augustu (* 1917), Richarda (* 1921) a Dorotheu (* 1928). Byl přítelem Engelberta Dolfusse. Od roku 1921 působil jako advokát ve Vídni. V meziválečném období vynikal jako horlivý římský katolík: účastnil se správy farnosti a organizoval biblické hodiny.

### Anšlus Rakouska
Byl horlivým zastáncem anšlusu Rakouska. V roce 1931 vstoupil do rakouské NSDAP. V roce 1937 byl povolán do Státní rady, aby zprostředkoval styky tehdejší vlády s nacionálně socialistickou opozicí. V roce 1938 po nátlaku Adolfa Hitlera jej rakouský kancléř Kurt Schuschnigg jmenoval do vlády na post rakouského ministra vnitra.
Dne 11. března 1938 nahradil Schuschnigga ve funkci rakouského spolkového kancléře. Jeho úkolem bylo povolat vojsko Třetí říše na pomoc a připojit Rakousko k Německu. Poté byl povýšen na obergruppenführera SS a Hitler jej jmenoval říšským ministrem bez portfeje.
V roce 1940 byl jmenován říšským komisařem pro obsazené Nizozemsko, kde setrval až do těsného konce války. Uspořádával zde všední život dle nacistické ideologie a podporoval nizozemskou stranu Nationaal-Socialistische Beweging, jakákoliv jiná politická uskupení zakázal. Povolil zřídit Landwacht, který působil jako asistující sbor policie. Dále zde za jeho vedení probíhala masívní deportace židovských občanů do koncentračních táborů. Když za Židy dne 17. února 1942 orodovali církevní představitelé, zpražil je citací biblického slova („dejte císaři, co je císařovo“), Židy nazval „zhoubným nádorem na organismu našeho evropského společenství národů“ a prohlásil, že „milosrdenství není na místě“. K další podobné audienci již nedošlo. Poté, co Hitler spáchal sebevraždu, měl být podle jeho poslední vůle jmenován ministrem zahraničí, avšak admirál Karl Dönitz, nový říšský prezident, místo něj jmenoval Ludwiga Schwerina von Krosigk. 8. května 1945 byl Seyss-Inquart zatčen v Hamburku.

### Norimberský proces
Po druhé světové válce byl souzen v Norimberském procesu. Byl obviněn ze spáchání zločinů proti míru, válečných zločinů, zločinů proti lidskosti a ze spiknutí. Obvinění byl zproštěn jen v prvním bodě, zločinů proti míru. Za zbylá obvinění byl odsouzen k trestu smrti oběšením, který byl vykonán 16. října 1946 v Norimberku.

## Vyznamenání
- Odznak za zranění 1918, černý
- Kříž cti
- Čestný prýmek starého bojovníka
- Gdaňský kříž, II. třída
- Válečný záslužný kříž, I. třída
- Válečný záslužný kříž, II. třída
- Medaile za Anschluss
- Zlatý stranický odznak
- SS-Ehrenring
- Čestná šavle Reichsführera SS